# 刑事司法上の身柄拘禁手続 (大韓民国)
大韓民国における刑事司法上の身柄拘禁手続（けいじしほうじょうのみがらこうきんてつづき）では、大韓民国における被疑者及び被告人に対する身柄拘禁手続を概観する。以下では、大韓民国刑事訴訟法を単に「刑訴法」と略する。

## 捜査段階

### 逮捕
逮捕（たいほ）とは、捜査段階において捜査機関が被疑者を捜査のために強制的に短期間拘禁することをいう。逮捕には、通常逮捕、現行犯人逮捕、緊急逮捕という三つの類型がある。
通常逮捕（つうじょうたいほ）とは、事前に発付された逮捕令状に基づく逮捕である。被疑者が罪を犯したと疑うに足りる相当な理由があり、正当な理由なく取調べのための出頭要求（刑訴法200条）に応じず、又は応じないおそれがあるときは、検事は、管轄地方法院判事に逮捕令状の発付を請求することができる（同法200条の2第1項本文前段）。
現行犯人逮捕（げんこうはんにんたいほ）とは、現行犯人（同法211条1項）又は準現行犯人（同条2項）を逮捕することである。現行犯人逮捕は、何人も、令状がなくてもすることができる（同法212条）。ただし、検事又は司法警察官吏でない者が現行犯人逮捕をしたときは、直ちに、検事又は司法警察官吏に引き渡さなければならない（同法213条1項）。
緊急逮捕（きんきゅうたいほ）とは、事前に逮捕令状の発付を受けないで現行犯人でも準現行犯人でもない者を逮捕することである。検事又は司法警察官は、被疑者が死刑又は無期若しくは長期3年以上の懲役又は禁錮に当たる罪を犯したと疑うに足りる相当な理由がある場合において、被疑者が罪証を隠滅するおそれがあり、又は被疑者が現に逃亡し若しくは逃亡するおそれがあって、かつ、逮捕令状を受ける時間的余裕がなく、地方法院判事の逮捕令状を受けることができないときは、その事由を告げて、被疑者を逮捕することができる（同法200条の3第1項）。司法警察官が被疑者を緊急逮捕したときは、直ちに検事の承認を受けなければならない（同条2項）。
検事又は司法警察官は、被疑者を逮捕する場合には、被疑事実の要旨、逮捕の理由と弁護人を選任することができる旨を告げて弁解する機会を与えなければならない（同法200条の5）。また、検事又は司法警察官が被疑者を逮捕した場合において、弁護人があるときは弁護人に、弁護人がないときは同法30条2項に規定する者（被疑者の法定代理人、配偶者、直系親族又は兄弟姉妹）のうち被告人が指定した者に、遅滞なく、書面で、被疑事件名、逮捕日時・場所、被疑事実の要旨、逮捕の理由及び弁護人を選任することができる旨を告げなければならない（同法200条の6、87条）。
被疑者を逮捕した検事又は司法警察官は、逮捕された被疑者及びその弁護人、法定代理人、配偶者、直系親族、兄弟姉妹、家族、同居人又は雇用主の中で被疑者が指定する者に、逮捕の適否審査を請求することができることを告げなければならない（同法214条の2第2項、1項）。
検事又は司法警察官吏が被疑者を逮捕し、又は現行犯人逮捕者から被疑者の引渡しを受けたときは、逮捕したときから48時間以内に（被疑者を緊急逮捕したときは、遅滞なくかつ48時間以内に）拘束令状を請求しない限り、被疑者を釈放しなければならない（同法200条の2第5項、213条の2、200条の4第2項）。緊急逮捕した被疑者について、拘束令状を請求せずに被疑者を釈放したときは、検事は、緊急逮捕書（同法200条の3第3項、4項）の写しを添付して、緊急逮捕するに至った具体的理由等を法院に通知しなければならず（同法200条の4第4項）、被疑者又はその弁護人らは、通知書及び関連書類を閲覧し、又は謄写することができる（同条5項）。
日本国刑事訴訟法と大きく異なる点は、次のとおりである。
1. 司法警察官には逮捕令状の発付を請求する権限がなく、検事に発付を請求するよう申請することができるだけである（同法200条の2第1項本文後段）。
2. 緊急逮捕を追認する権限を有するのは、法官ではなく検事である（同法200条の3第2項）。
3. 逮捕通知の制度がある（同法200条の6、87条）。
4. 緊急逮捕された被疑者への情報公開の制度がある（同法200条の4第5項）。

### 拘束
拘束（こうそく）とは、捜査段階において捜査機関が被疑者を比較的長期間拘禁することをいう。
被疑者が罪を犯したと疑うに足りる相当な理由がある場合において、刑訴法70条1項各号（被疑者の住居不定、証拠隠滅のおそれ、逃亡若しくはそのおそれ）に当たる事由があるときは、検事は、管轄地方法院判事に請求して拘束令状を受けて被疑者を拘束することができ、司法警察官は、検事に申請して検事の請求により管轄地方法院判事の拘束令状を受けて被疑者を拘束することができる（刑訴法201条1項本文）。
拘束令状の請求を受けた判事は、（在宅の被疑者は拘引した上で）被疑者を審問しなければならない（同法201条の2第1項前段、第2項本文）。判事は、検事、被疑者及び弁護人に審問期日及び場所を通知し、検事は、逮捕された被疑者を審問期日に出席させなければならない（同条3項）。検事及び弁護人は、審問期日に出席して意見を述べることができる（同条4項）。審問する被疑者に弁護人がないときは、判事は、職権により、弁護人を選定しなければならない（同条8項前段）。この弁護人の選定は、原則として、第一審まで効力がある（同項後段）。
被疑者審問をする場合には、法院が拘束令状請求により捜査関係書類及び証拠物を受理した日から拘束令状を発して検察庁に返還した日までの期間は、制限期間（同法202条、203条）に算入しない（同法201条の2第7項）。
被疑者を拘束した検事又は司法警察官は、拘束された被疑者及びその弁護人、法定代理人、配偶者、直系親族、兄弟姉妹、家族、同居人又は雇用主の中で被疑者が指定する者に、拘束の適否審査を請求することができることを告げなければならない（同法214条の2第2項、1項）。
司法警察官が被疑者を拘束したときは、逮捕又は拘引した日から10日以内に被疑者を検事に引致しない限り、釈放しなければならない（同法202条、203条の2）。検事が被疑者を拘束したときは、逮捕又は拘引した日から10日以内に、司法警察官から被疑者の引致を受けたときは、その日から10日以内に、それぞれ公訴を申し立てない限り、釈放しなければならない（同法203条、203条の2）。
地方法院判事は、検事の申請により、捜査を続行する相当な理由があると認めたときは、10日を超えない限度で、第203条の拘束期間の延長を1回に限って許可することができる（同法205条1項）。したがって、被疑者は、逮捕又は拘引された日から最大で30日間拘束されることになる。
日本国刑事訴訟法と大きく異なる点は、次のとおりである。
1. 拘束の主体が、法官ではなく、捜査機関である（同法201条1項本文、204条参照）。
2. 逮捕前置主義は採用されておらず、在宅の被疑者を拘束することができる（同法201条の2第2項）。
3. 拘束延長は1回に限られている（同法205条1項）。

### 逮捕・拘束適否審査制度
逮捕又は拘束された被疑者又はその弁護人、法定代理人、配偶者、直系親族、兄弟姉妹、家族、同居人若しくは雇用主は、管轄法院に逮捕又は拘束の適否審査を請求することができる（刑訴法214条の2第1項）。
その請求を受けた法院は、請求書が受け付けられたときから48時間以内に逮捕又は拘束された被疑者を審問し、捜査関係書類及び証拠物を調査して、その請求に理由がないと認めたときは、決定でこれを棄却し、理由があると認めたときは、決定で逮捕又は拘束された被疑者の釈放を命じなければならない（同条4項前段）。検事・弁護人・請求人は、第4項の審問期日に出席して意見を述べることができる（同条9項）。被疑者に弁護人がないときは、国選弁護人を付する（同条10項、33条）。
法院は、拘束された被疑者に対し、保証金の納入を条件として、決定で被疑者の釈放を命ずることができる（同条5項本文）。その場合には、住居の制限、法院又は検事が指定する日時・場所に出席する義務その他の適当な条件を付け加えることができる（同条6項）。もっとも、法院は、被告人の自力又は資産のみでは履行することができない条件を定めることができない（同条7項、99条2項）。逮捕・拘束適否審査請求人以外の者による保証金納入や保証金の納入に代わる保証書の提出等が許可されることもある（同法214条の2第7項、100条2項、3項）。実務上は、拘束適否審査請求書に「拘束を不法又は不当と判断しない場合には、保証金納入条件付きでの釈放を申し出る」旨を付記する慣行が定着している。
逮捕・拘束適否審査請求を棄却し、又は被疑者の釈放を命ずる決定に対しては、抗告することができない（同法214条の2第8項）。
法院が捜査関係書類及び証拠物を受理したときから決定後検察庁に返還したときまでの期間は、逮捕又は拘束の制限期間（同法200条の2第5項、200条の4第1項、202条、203条、205条、213条の2）に算入しない（同法214条の2第13項）。
逮捕・拘束適否審査決定によって釈放された被疑者は、逃亡し、又は罪証を隠滅した場合を除き、同一の犯罪事実に関して再び逮捕又は拘束することができない（同法214条の3第1項）。
保証金納入条件付きで釈放された被疑者は、逃亡し、逃亡若しくは罪証隠滅のおそれがあると信ずるに足りる十分な理由があり、正当な理由なく出席要求に従わず、又は法院が定めた住居の制限その他の条件に違反した場合を除き、同一の犯罪事実に関して再び逮捕又は拘束することができない（同条2項）。法院は、被疑者を同項の規定により再び拘束する場合などには、保証金の全部又は一部の没収の決定をすることができる（同法214条の4第1項）。
日本国刑事訴訟法には、類似の制度はない。

## 公訴申立後

### 被告人の拘束
法院は、被告人が罪を犯したと疑うに足りる相当な理由があって、被告人に所定の事由（住居不定、証拠隠滅のおそれ、逃亡若しくはそのおそれ）がある場合には、被告人を拘束することができる（刑訴法70条1項）。法院は、拘束理由を審査する場合において、犯罪の重大さ、再犯の危険性、被害者及び重要参考人（目撃者等の犯罪事実の立証に不可欠な人証をいい、容疑者は意味しない。）等に対する危害のおそれ等を考慮しなければならない（同条2項）。
被告人を拘束する前には、その被告人に対して犯罪事実の要旨、拘束の理由及び弁護人を選任することができる旨を告げ、弁解する機会を与えなければならない（同法72条本文）。
拘束期間は、2か月が原則である（同法92条1項）が、特に拘束を続行する必要がある場合には、審級ごとに2か月単位で2回に限り、決定で、更新することができる（同条2項本文）。ただし、上訴審は、被告人又は弁護人が申請した証拠の調査、上訴理由を補う書面の提出等により追加審理が必要やむを得ない場合には、3回に限り、更新することができる（同項ただし書）。公訴申立前の逮捕・拘引・拘禁期間は、制限期間に算入しない（同条3項）。
日本国刑事訴訟法と大きく異なる点は、次のとおりである。
1. 拘束期間の更新回数に上限がある（同条2項）。

### 保釈
被告人、被告人の弁護人・法定代理人・配偶者・直系親族・兄弟姉妹・家族・同居人又は雇用主は、法院に対し、拘束された被告人の保釈を請求することができる（刑訴法94条）。
裁判長は、保釈に関する決定をする前に検事の意見を聞かなければならない（同法97条1項）。検事は、遅滞なく意見を表明しなければならない（同条3項）。
保釈の請求があるときは、次の場合を除くほか、保釈を許可しなければならず（同法95条）、これらの場合であっても、相当な理由があるときは、保釈を許可することができる（同法96条）。
1. 被告人が死刑、無期又は長期10年を超える懲役若しくは禁錮に当たる罪を犯したとき
2. 被告人が累犯に当たり、又は常習犯である罪を犯したとき
3. 被告人が罪証を隠滅し、又は隠滅するおそれがあると信ずるに足りる十分な理由があるとき
4. 被告人が逃亡し、又は逃亡するおそれがあると信ずるに足りる十分な理由があるとき
5. 被告人の住居が明らかでないとき
6. 被告人が被害者、当該事件の裁判に必要な事実を知っていると認められる者又はその親族の生命・身体や財産に害を加え、又は加えるおそれがあると信ずるに足りる十分な理由があるとき

法院は、保釈を許可した場合には、必要かつ相当な範囲内で、次の各号の条件中の一つ以上の条件を決めなければならない（同法99条1項）。ただし、法院は、被告人の自力又は資産のみでは履行することができない条件を定めることができない（同条2項）。
1. 法院が指定する日時・場所に出席し、証拠を隠滅しない旨の誓約書を提出すること
2. 法院が定める保証金相当の金額を納めることを約束する約定書を提出すること
3. 法院が指定する場所に住居を制限し、これを変更する必要がある場合には法院の許可を受ける等逃走を防止するために行う措置を受忍すること
4. 被害者、当該事件の裁判に必要な事実を知っていると認められる者又はその親族の生命・身体・財産に害を加える行為をせず、住居・職場等その周辺に近付かないこと
5. 被告人以外の者が作成した出席保証書を提出すること
6. 法院の許可なしに外国に出国しないことを誓約すること
7. 法院が指定する方法で被害者の権利回復に必要な金員を供託し、又はこれに相当する担保を提供すること
8. 被告人又は法院の指定する者が保証金を納め、又は担保を提供すること
9. その他の被告人の出席を保証するために法院が定める適当な条件を履行すること

法院は、保釈請求者以外の者に保証金の納入を許可することができ（同法100条2項）、有価証券又は被告人以外の者が提出した保証書をもって保証金に替えることを許可することができる（同条3項）。
法院は、保釈許可決定によって釈放された被告人が保釈条件を守るのに必要な範囲内で、官公署その他の公私団体に対して適切な措置を取ることを要求することができる（同条5項）。ここにいう「措置」とは、例えば警察に被告人を観察・監視するよう要求することなどが想定されている。